# Найдёныш с погибшей «Цинтии»

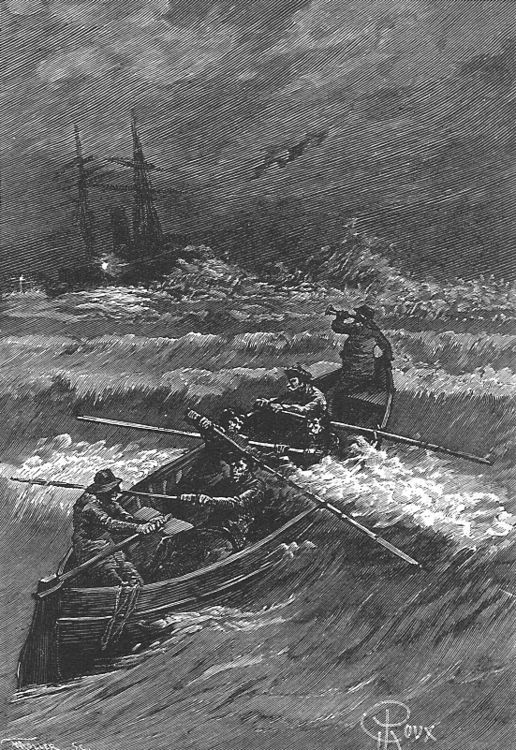
Иллюстрация Жоржа Ру с оригинального издания 1885 года

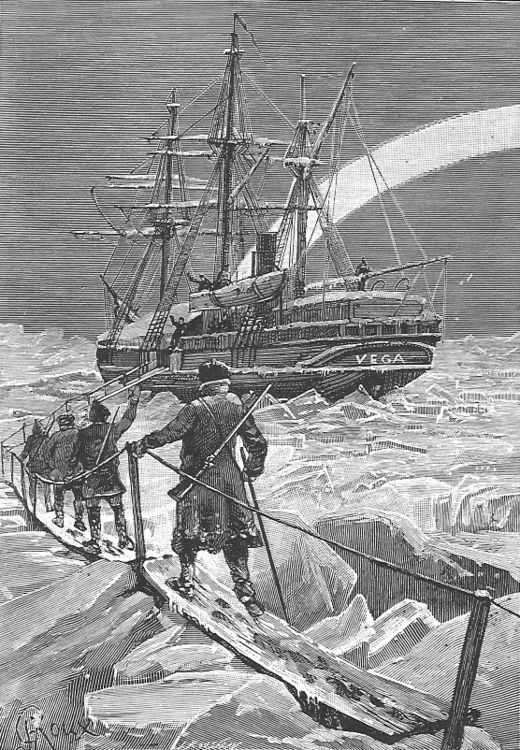
Иллюстрация Жоржа Ру из оригинального издания 1885 года

«Найдёныш с поги́бшей „Ци́нтии“» (фр. L’Épave du Cynthia) — приключенческий роман из 22 глав французского писателя Жюля Верна, написанный в соавторстве с Андре Лори в 1885 году.

## Сюжет
Однажды норвежский рыбак вернулся в родную деревню с необычным «уловом». Он привёз в лодке младенца, извлечённого им из колыбели,  привязанной к спасательному кругу, который носило по волнам Норвежского моря. Мальчика никто не разыскивал, и в семье рыбака стало одним сыном больше.
Прошло много лет. Юный Эрик Герсебом считается норвежцем, живёт в семье приёмных родителей и носит их фамилию. Но он не похож на северянина, и никто не знает, к какой национальности мальчик в действительности принадлежит. В школе же он выделяется среди детей рыбаков своим интеллектом. Его талант к наукам привлекает к нему внимание окружающих, и богатый доктор Рофф Швариенкрон берёт покровительство над Эриком, чтобы помочь ему получить высшее образование в столице.
Юноша начинает обучаться медицине, но в действительности интересуется другим: тайна происхождения по-прежнему тяготит его, и Эрик будет пытаться разгадать загадку затонувшей «Цинтии», прослеживая маршрут корабля до самого порта отправления. Это путешествие проведёт его через полярные льды в Сибирь.
Хотя это не оригинальный роман Жюля Верна, однако в книге встречаются определённые темы, типичные для произведений этого автора:
- кораблекрушение — частая тема, присутствующая в таких романах Верна, как «Миссис Брэникен», «Ченслер», «Дети капитана Гранта», «Пятнадцатилетний капитан», «Таинственный остров», «Два года каникул», «Школа Робинзонов»;
- поиск семьи — в романах «Дети капитана Гранта», «Миссис Брэникен» и «Лотерейный билет № 9672».

## Переводы, публикации
- Текст романа был написан Жаном Франсуа Паскалем Груссе, который использовал литературный псевдоним «Андре Лори» и сотрудничал с издателем Верна — Этцелем. В отличие от двух других совместных романов Груссе и Верна, «Южная звезда» и «Пятьсот миллионов бегумы» (для которых существовали оригинальные рукописи Верна), в «Найдёныше» Верн выполнил только вычитку и финальную правку текста, а его имя в качестве соавтора было помещено на обложку издателем в маркетинговых целях для увеличения объёма продаж.[1]
- Первая публикация произведения состоялась в журнале Этцеля «Magasin d’Éducation et de Récréation» с 1 января по 15 ноября 1885 года. В виде книги большого формата роман был напечатан в ноябре или декабре 1885 года (266 страниц, 27 иллюстраций Жоржа Ру). Этот том не относится к серии «Необыкновенные путешествия» (но в настоящее время публикуется в этом цикле). Он меньше, чем стандартные для серии иллюстрированные издания формата in-8°. В 1886 году роман вышел в книге меньшего формата (342 страницы, формат in-18), также с иллюстрациями Жоржа Ру.
- На русский язык роман был впервые переведён для полного собрания сочинений писателя, выходившего в Издательстве товарищества М. О. Вольфа, в 90-е годы XIX века[2].
- Первые известные переводы на польский язык появились спустя более чем 100 лет после публикации оригинала. В 1990 году почти одновременно два издательства выпустили в печать свои переводы: издательство Силезия в Катовице (переводчик Александр Манки-Хмурый) и издательство в Варшаве (перевод Изабеллы Рогозински).[3][4]
- В Чехии произведение неоднократно переиздавалось:
  - Trosečník z Cynthie, J. R. Vilímek, Прага 1920, переводчик Jan Kubišta, переиздано в 1931.
  - Trosečník z Cynthie, SNDK, Прага 1963, переводчик Arnoštka Kubelková, переиздано в 1967.
  - Trosečník z Cynthie, Návrat, Брно 1998, переводчик Jan Kubišta, переиздано в 2010.
  - Trosečník z Cynthie, Nakladatelství Josef Vybíral, Žalkovice 2012, переводчик Jitka Musilová.